# Tranh chấp đất đai tại Đồng Tâm
Tranh chấp đất đai tại Đồng Tâm, được biết đến trên các phương tiện thông tin đại chúng từ năm 2017 là vụ việc tranh chấp đất đai giữa một số người và chính phủ Việt Nam. Vụ việc gồm 2 sự kiện là "bắt giữ con tin" (gồm công an, nhà báo và cán bộ chính quyền) năm 2017 và "trấn áp bạo lực" năm 2020.
Thảo luận giữa người dân và chính quyền tiếp tục duy trì từ 2017 đến 2019, nhưng không có kết quả. Vào lúc 3 giờ rạng sáng ngày 9 tháng 1 năm 2020, hai bên đã xảy ra đụng độ.
Theo Bộ Công an Việt Nam thì vào sáng ngày 9 tháng 1 năm 2020, theo kế hoạch, quân đội sẽ xây hàng rào trên đất Đồng Sênh, nên đêm 8 tháng 1 rạng sáng ngày 9 tháng 1, Công an thành phố Hà Nội cùng một số đơn vị thuộc Bộ Công an đưa quân tới cổng làng Hoành (cách nơi xây dựng gần 3 km) để lập chốt nhằm ngăn cản từ xa dân làng này để họ không thể ra được khu vực xây dựng hàng rào. Trong lúc lập chốt, họ bị nhóm người Lê Đình Kình tấn công khiến 3 công an tử vong công an phải tự vệ, sau đó nhóm người Lê Đình Kình rút vào trong nhà cố thủ, chống trả bằng vũ khí. Công an truy đuổi vào nhà Lê Đình Kình và hai nhà bên cạnh.
Theo góc nhìn của người dân và người thân của Lê Đình Kình, công an đã tấn công vào thôn Hoành với vũ khí và hơi cay. Nhà Lê Đình Kình bị đánh sập một bức tường, ông Kình bị bắn chết tại nhà. Lê Đình Chức, con trai Kình, bị bắt.
Theo Bộ Công an Việt Nam, vụ đụng độ đã làm ba công an và một dân thường (Lê Đình Kình) tử vong. 19 người bị bắt với tội danh chống người thi hành công vụ. Bộ Công an nói rằng đã kiểm soát được tình hình và tiếp tục xây rào quanh khu đất đang tranh chấp. Một số ngày sau đó, khu vực quanh nhà Kình bị lực lượng an ninh kiểm soát, các phóng viên không được tiếp cận hiện trường để đưa tin và người ở trong cũng không được ra ngoài.
Vụ việc này đã gây nhiễu loạn thông tin trên mạng Internet, gây ra sự phân cực ý kiến trên mạng xã hội và làm chia rẽ công luận. Một số người nhận định rằng, Luật Đất đai là nguyên nhân cốt lõi của sự việc. Cần phải sửa gấp Luật này, nhất là về cơ chế thu hồi đất và bồi thường hỗ trợ tái định cư sau khi nhà nước thu hồi đất."

## Bối cảnh
Ngày 14 tháng 4 năm 1980, Thủ tướng Chính phủ ra Quyết định số 113/TTg về việc cấp đất xây dựng đợt 1 sân bay quân sự Miếu Môn (trên địa bàn xã Đồng Tâm), với diện tích 208ha, trong đó có 47,36ha đất nông nghiệp của xã Đồng Tâm, trên đường bao gồm 16 mốc giới (từ mốc số 1 đến mốc số 16). Khu đất sân bay quân sự Miếu Môn do Tiểu đoàn 31, Lữ đoàn 28, Quân chủng Phòng không - Không quân quản lý. Tuy nhiên, dự án này đã không được thực hiện. Ủy ban Nhân dân xã Đồng Tâm đã làm thủ tục hợp pháp hóa các giao dịch đất quốc phòng xem như đó là đất thổ cư, đất vườn liền kề; thời hạn sử dụng lâu dài; đất ở cho các hộ. Theo Bộ trưởng Mai Tiến Dũng trong cuộc họp báo Chính phủ thường kỳ tháng 4/2017, năm 2014, UBND thành phố Hà Nội có quyết định giao đất đó, đồng thời đo lại toàn bộ mốc giới và diện tích đất là 236,7ha, so với 208ha ban đầu thì có chênh nhau 28,7ha. Nhân dân xã Đồng Tâm cho rằng diện tích 28,7ha đó là đất nông nghiệp. Từ đó có sự tranh chấp và giải quyết không thấu tình đạt lý.
Theo trang mạng của Thanh tra Chính phủ đăng ngày 17 tháng 7 năm 2015, Chủ tịch Ủy ban Nhân dân xã, cán bộ địa chính xã Đồng Tâm ghi lời chứng, trích sơ đồ thửa đất chuyển nhượng, ký tên, đóng dấu vào hồ sơ chuyển nhượng quyền sử dụng đất trái thẩm quyền, cố tình vi phạm Luật Đất đai, tiếp tay cho một số người bán đất quốc phòng. Ngoài ra, các cán bộ xã, huyện lại còn lấy đất nông nghiệp ở và cho doanh nghiệp thuê trái phép. Theo Quyết định số 551/QĐ-TM ngày 27 tháng 3 năm 2015, Bộ Quốc phòng đã thu hồi 50,03ha đất quốc phòng do Quân chủng Phòng không - Không quân đang sử dụng, quản lý để giao cho Tập đoàn Viễn thông quân đội (Viettel) tiếp nhận quản lý sử dụng vào công trình quốc phòng, trong đó bao gồm 46ha thuộc xã Đồng Tâm (huyện Mỹ Đức).

## Nguyên nhân
Nguyên nhân của vụ này xuất phát từ việc người dân xã Đồng Tâm không đồng tình việc chính quyền huyện Mỹ Đức giao đất đanh canh tác của họ cho Viettel do quân đội quản lý. Theo tờ Người cao tuổi, năm 1980, Chính phủ Việt Nam cho thu hồi 208ha đất vì mục đích an ninh quốc phòng, trong đó có 47,36ha là đất nông nghiệp của xã. Theo RFI, do chưa thực hiện được dự án, Lữ đoàn 28 Phòng không - Không quân đã đồng ý để một số hộ dân đang canh tác được sử dụng tạm thời trên khu đất cho tới khi thu hồi. Và năm 2015, Bộ Quốc phòng cho thu hồi trên 50ha đất quốc phòng giao cho Viettel, một công ty thương mại do Bộ Quốc phòng làm chủ và quản lý, trong đó có 46ha thuộc xã Đồng Tâm. Tuy nhiên, sau khi có kết quả thanh tra, thì khu đất này là khu đất thuộc sân bay Miếu Môn và là đất quốc phòng. Từ 1989, kế thừa Bộ Tư lệnh Công binh, Lữ đoàn 28 đã ký một số hợp đồng giao khoán (một hình thức cho thuê) hằng năm trên diện tích 19,9ha cho xã Đồng Tâm, xã giao cho các đội sử dụng vào mục đích nông nghiệp. Vị trí diện tích đất giao khoán này nằm trong diện tích đất quốc phòng của sân bay Miếu Môn. Mặt khác, các đơn vị quốc phòng chưa thực hiện di dời một số hộ dân đã ăn ở trên đất quốc phòng từ trước năm 1980, để các hộ lấn chiếm, cho tặng, chuyển nhượng, xây dựng công trình trái phép, là buông lỏng quản lý đất quốc phòng.

## Sự kiện "bắt giữ con tin"
Một vấn đề về tranh chấp 59 ha đất đai theo một người dân kéo dài từ 5 năm nay giữa chính quyền với người dân (dưới sự dẫn dắt của những Đảng viên như cụ Lê Đình Kình (1936 - 09/01/2020) đã 82 tuổi, nguyên bí thư xã với 55 năm tuổi Đảng, ông Bùi Viết Hiểu (sinh năm 1943), ông Lê Đình Công (sinh năm 1964)

### 15 tháng 4 năm 2017
Đỉnh điểm là ngày 15/4/2017 khi chính quyền mời những người đại diện cho dân khởi kiện chuyện tham nhũng đất đai, cùng đo đạc, xác định mốc, ranh giới giữa đất quốc phòng và đất nông nghiệp của xã Đồng Tâm. 5 người đại diện này sau đó bị bắt đi mà không có giấy bắt người đưa đến tình trạng xô xát. Một thanh niên xã đã phải vào bệnh viện cấp cứu. Sau đó dân chúng xã đã bắt giữ 38 người gồm cán, 1 phó trưởng công an huyện Mỹ Đức, 1 đội trưởng đội cảnh sát điều tra công an huyện Mỹ Đức và 1 Trung đoàn trưởng Cảnh sát cơ động và một số người thuộc ban ngành khác (theo người thuộc trực ban của Công an huyện Mỹ Đức và nhà báo Phạm Chí Dũng ), đòi chính quyền thả những người đại diện bị bắt đi. Công an Huyện Mỹ Đức cho biết vào ngày hôm sau tình hình vẫn rất căng thẳng.

### 16 tháng 4 năm 2017

#### Thông báo chính quyền
Ngày 16 tháng 4, truyền thông nhà nước đồng loạt phát đi thông báo của Thông tấn xã Việt Nam về "Tình trạng vi phạm trên đất quốc phòng" ở Đồng Tâm, "Ngày 16/4, Công an thành phố Hà Nội cho biết ngày 30/3/2017, Cơ quan Cảnh sát điều tra, Công an thành phố Hà Nội đã ra quyết định khởi tố vụ án gây rối trật tự công cộng xảy ra tại xã Đồng Tâm, huyện Mỹ Đức, Hà Nội theo quy định tại Điều 245-Bộ luật Hình sự". "Ngày 15/4, Cơ quan Cảnh sát điều tra, Công an thành phố Hà Nội đã áp dụng biện pháp ngăn chặn, bắt giữ bốn công dân về hành vi gây rối trật tự công cộng để điều tra, làm rõ". "Một số công dân do thiếu hiểu biết pháp luật đã có hành vi cản trở và tổ chức giữ người trái pháp luật đối với cán bộ chiến sĩ công an Hà Nội", trong khi Ban Tuyên giáo Thành ủy Hà Nội cho biết: Thời gian gần đây, tại địa bàn xã Đồng Tâm, huyện Mỹ Đức đã xảy ra tình trạng vi phạm trên đất quốc phòng.

### 18 tháng 4 năm 2017
Tối 18/4, Phó Bí thư Thành ủy Hà Nội Đào Đức Toàn cho biết Thường trực Thành ủy đã phân công Chủ tịch UBND TP Nguyễn Đức Chung chủ động tiếp xúc, đối thoại và giải quyết bức xúc của người dân huyện Mỹ Đức.

### 19 tháng 4 năm 2017
Các đại biểu Quốc hội Lê Thanh Vân (thành phố Hải Phòng) và Dương Trung Quốc (Đồng Nai) cùng bày tỏ quan điểm cho rằng Chủ tịch UBND TP Hà Nội Nguyễn Đức Chung nên sớm đối thoại với người dân xã Đồng Tâm (huyện Mỹ Đức). Dương Trung Quốc nói: "Lòng tin không gì tốt hơn là đối thoại với người dân". Lê Thanh Vân đặt câu hỏi, "Một dự án xây dựng sân bay quân sự được lập ra từ năm 1980 đến nay, vì mục đích quốc phòng an ninh, được giao đi, giao lại nhiều lần, để lãng phí việc sử dụng đất nông nghiệp mấy chục năm qua. Tại sao? Nhân dân Đồng Tâm có yêu cầu chính đáng là được đối thoại với Chủ tịch UBND TP Hà Nội nhưng đến nay chưa được đáp ứng. Tại sao?..." 

### 20 tháng 4 năm 2017
Chiều 20 tháng 4, Chủ tịch UBND Hà Nội Nguyễn Đức Chung đã tới huyện Mỹ Đức, cách xã Đồng Tâm hơn 15 km, để bàn với huyện ủy kế hoạch tiếp xúc với người dân xã Đồng Tâm. Trao đổi với Zing.vn, một người dân xã Đồng Tâm cho hay họ nhận được thông báo đề nghị mỗi xóm cử ra 10 người để tới UBND huyện đối thoại với Chủ tịch UBND Hà Nội Nguyễn Đức Chung. "Chúng tôi muốn ông Chung về Đồng Tâm đối thoại với dân chứ không lên huyện", người này nói. Trong buổi họp này lãnh đạo Thanh tra thành phố công bố quyết định thanh tra trong vòng 45 ngày toàn diện việc quản lý, sử dụng và quá trình xử lý từ trước đến nay đối với diện tích đất sân bay Miếu Môn và đất ở đồng Sênh, xã Đồng Tâm.
Tại cuộc họp báo thường kỳ chiều 20 tháng 4, trả lời câu hỏi của báo chí nước ngoài về vụ việc xảy ra tại Đồng Tâm, Mỹ Đức, người phát ngôn Lê Thị Thu Hằng của Bộ Ngoại giao cho biết Thành phố Hà Nội đang có các biện pháp xử lý vụ việc theo đúng quy định của pháp luật Việt Nam, bảo đảm quyền lợi hợp pháp của các bên liên quan.

### 21 tháng 4 năm 2017
Trong buổi họp hôm qua chỉ có đại diện UBND xã, không có người dân Đồng Tâm tham dự. Ông Chung nói: "Ngày mai, ngày kia, tôi sẵn sàng tiếp tục đối thoại trực tiếp với người dân xã Đồng Tâm..." và kêu gọi bà con xã Đồng Tâm làm việc theo pháp luật, tháo bỏ các vật cản, sớm để 20 chiến sĩ, cán bộ bị giữ tại thôn Hoành về với gia đình. Mọi tâm tư nguyện vọng của bà con sẽ được lắng nghe và giải quyết thấu đáo.
ĐBQH đoàn Hà Nội Trần Thị Quốc Khánh cho biết sáng 21 tháng 4, đoàn ĐBQH Hà Nội sẽ tiếp xúc cử tri huyện Mỹ Đức. Bà nói: "từ khi được bầu và trúng cử tại đây, đến nay chưa đầy 1 năm, đã qua vài cuộc tiếp xúc cử tri nhưng tôi chưa thấy bất cứ người dân nào phản ánh việc này với đại biểu Hà Nội. Chúng tôi sẵn sàng lắng nghe, chúng tôi cũng công khai cả số điện thoại để dân có thể gọi điện bất cứ lúc nào...Tôi cho rằng lúc này cần nhất vẫn là đối thoại, đến với dân, lắng nghe dân. Trong mọi vấn đề, cả hai bên đều phải hành xử theo nhận thức hiểu biết về pháp luật chứ không thể bộc phát, cảm tính." 
Cũng sáng ngày 21/4, ông Lê Đình Ba (SN 1959, phó trưởng thôn Hoành, xã Đồng Tâm, Mỹ Đức, Hà Nội) cho biết, người dân đã thả ông Đặng Văn Cảnh – Trưởng ban Tuyên giáo huyện Mỹ Đức (Hà Nội). Ông cũng cho biết, người dân đang tiến hành dọn dẹp đường sá để đón Chủ tịch TP Nguyễn Đức Chung về đối thoại.

### 22 tháng 4 năm 2017
Ông Nguyễn Đức Chung xuống xã Đồng Tâm vào buổi sáng để hội thảo với người dân ở đây (50 người được mời, những người khác có thể nghe từ loa bắt ra ngoài) khoảng hơn 2 tiếng. Trong chương trình còn có đại diện Thanh tra Chính phủ, Cục trưởng Cục Cảnh sát hình sự Hồ Sỹ Tiến cùng đại diện các ban ngành TP và huyện Mỹ Đức. 9 người dân phát biểu nêu lên 21 vấn đề, được ông Chung trả lời như sau:
- Về kiến nghị của người dân đề nghị Tập đoàn Viettel dừng thi công, theo ông Chung thì thành phố quyết định vào ngày 20 tháng 4 năm 2017 thanh tra toàn diện khu đất này, thanh tra toàn diện quá trình quản lý, quá trình sử dụng, quá trình xử lý toàn bộ khu đất,và cam kết đúng 45 ngày sẽ ra kết luận.
- Về kiến nghị của người dân Đồng Tâm đề nghị huyện Mỹ Đức không tuyên truyền về đất quốc phòng, ông Chung nói đã chỉ đạo chấm dứt việc tuyên truyền như vậy vì hiện nay đang trong quá trình thanh tra.
- Trả lời đề nghị của bà con không về trấn áp, ông Chung nói: "Chắc bà con có tâm lý cho rằng có lực lượng Bộ Công an, Công an TP về giải cứu, tôi đã cam kết không có ai về trấn áp, không có ai về giải cứu, bà con đã thấy không có chuyện đó xảy ra".
- Về kiến nghị không truy cứu trách nhiệm hình sự, ông Chung ghi nhận ý kiến bà con về các bức xúc, thừa nhận việc bắt giữ người là sai: "Tôi ghi nhận việc làm của bà con là từ bức xúc đất đai, từ việc bắt giữ người không công bố lệnh, không mặc trang phục, bắt đưa lên ô tô. Tôi tin đất nước ta có truyền thống đánh kẻ chạy đi không đánh kẻ chạy lại. Luật pháp có quy định thành khẩn, khắc phục hậu quả, tôi tin bà con sẽ được giảm nhẹ."

Sau đó 19 người bị giam giữ còn lại được phóng thích. Lúc 14h20, bà Nguyễn Thị Lan đại diện chính quyền xã Đồng Tâm phát loa đọc nội dung cam kết của ông Nguyễn Đức Chung, qua đó ông Chung cam kết sẽ không truy cứu trách nhiệm hình sự người dân trong vụ việc này.
Cùng ngày trong buổi họp Ủy ban Thường vụ Quốc hội để xem xét dự kiến chương trình giám sát của Quốc hội, Phó chủ tịch nước Đặng Thị Ngọc Thịnh phát biểu "Chuyện ở Mỹ Đức (Hà Nội) có xu hướng lây lan đến địa bàn khác, vấn đề khiếu nại tố cáo liên quan đến đất đai cần được quan tâm giám sát trong thời gian tới".
Theo lời kể của Lê Đình Kình (sinh năm 1936) nguyên Bí thư Đảng ủy xã Đồng Tâm, vào ngày 16 tháng 6, một số sĩ quan mặc sắc phục và 'đi xe biển đỏ' đã mời ông 'ra đồng đo mốc giới', rồi đề nghị ông thuyết phục người làng đi cùng về nhà, để nhóm sĩ quan trên có thể 'làm việc'. Khi ra đến địa điểm là 'mốc 15' nơi là đồng vắng thì ông bị một sĩ quan 'đạp bay', khiến ông bị 'gãy xương hông đùi'. Ông Kình kể, sau khi bị 'đạp xong' thì ông bị 'vứt lên xe như một con vật', bị 'còng tay' và 'nhét giẻ vào mồm'.
Ông nói, ông bị gãy xương nhưng không được đưa ngay đến bệnh viện mà bị đưa về một trụ sở công an để điều tra. Sau nhiều tiếng đồng hồ, khi cuối cùng được đưa tới một bệnh viện, thì ông bị các các nhân viên áp giải nói với bệnh viện rằng ông 'là đối tượng nguy hiểm', 'gây rối trật tự công cộng'. Ông Kình cũng cho biết, khi đến bệnh viện rồi, ông không được lo chữa trị ngay mà phải làm việc để lấy lời khai nên sau hơn 3 ngày sau 'mới được phẫu thuật'. Sau 2 tháng, ông vẫn chưa đi lại được..

## Các diễn biến sau đó
Ngày 08/08/2017, Tòa án nhân dân huyện Mỹ Đức (Hà Nội) đã mở phiên tòa xét xử sơ thẩm vụ án “Lợi dụng chức vụ, quyền hạn trong khi thi hành công vụ” và “Thiếu trách nhiệm gây hậu quả nghiêm trọng” xảy ra tại xã Đồng Tâm, huyện Mỹ Đức, Hà Nội; đưa 14 cán bộ huyện Mỹ Đức và xã Đồng Tâm ra xét xử về những sai phạm trong quản lý đất đai tại Đồng Tâm. Nhưng kết quả phiên xét xử  không thỏa đáng với các tội danh cho các cán bộ tham nhũng, khiến dân rất bức xúc và nhiều trang mạng phản bác về phiên tòa này. Vì theo người dân thì những sai phạm và hậu quả mà những cán bộ này gây ra rất lớn, số tiền mà họ chiếm đoạt  lớn hơn nhiều, nhưng lại xử rất nhẹ.
Tiếp diễn sự việc khi ngày 21/10/2017, Thành phố Hà Nội cắt chức Bí thư Đảng ủy xã Bà Nguyễn Thị Lan, khai trừ khỏi đảng, và ngày 13/12/2017 bãi nhiệm chức danh Chủ tịch Hội đồng nhân dân của bà Lan, gây nên làn sóng phản đối dữ dội của người dân đối với chính quyền. Sự việc của Đồng Tâm vẫn chưa hề dừng lại khi chính quyền và nhân dân vẫn chưa có được tiếng nói chung.

### Căn bản pháp lý của lời cam kết
TS Nguyễn Sĩ Dũng, Nguyên Phó Chủ nhiệm Văn phòng Quốc hội, cho là cam kết của ông Chung là có căn bản pháp luật. Ông lý luận: Công lý là giá trị tòa án được giao nhiệm vụ bảo vệ, chứ không phải pháp luật. Với lý luận "Chính vì mang công lý trong tim, mà những người dân Đồng Tâm đã phản ứng lại một cách tương thích với hành vi bắt giữ người rất tệ của những người đại diện cho chính quyền." Từ đó ông đặt câu hỏi, trừng trị người dân vì một sự đáp trả như vậy có đạt được công lý không? 

### Ý kiến
- Nguyên Phó Chủ nhiệm Văn phòng Quốc hội Nguyễn Sĩ Dũng cho rằng: "... sự cục cằn, thô bạo của những người nông dân này chỉ là lớp vỏ bên ngoài. Đằng sau lớp vỏ đó là những tâm hồn rất dễ bị tổn thương, là những nỗi niềm chất chứa không có cách gì giãi bày cho hết. Đó là những con người vừa mới quát tháo, nhưng lập tức nghẹn ngào trình bày những oan ức của mình khi được lắng nghe....Hiện nay, cả chính quyền và cả những người dân ở Đồng Tâm, Mỹ Đức đều cần một lối thoát. Lối thoát đó chính là đối thoại."[43]
- "Người nông dân nổi dậy" ở Hải Phòng, Đoàn Văn Vươn, từng đứng lên chống lực lượng thu hồi đất, cho biết rằng ông "sẵn sàng đứng ra làm trung gian" giữa người dân Đồng Tâm, với chính quyền nhằm giúp làm hạ nhiệt căng thẳng hiện nay. Ông Vươn cho là sự cố này xảy ra giống với vụ của ông 5 năm trước, nói rằng người dân xã Đồng Tâm "không còn niềm tin" và "đã bị đẩy tới bước đường cùng".[44]
- Về vụ việc ở Đồng Tâm ngày 21 tháng 4, Luật sư Lê Công Định từ TPHCM cho rằng cần tìm cách giải quyết tận gốc rễ: "Phong trào dân oan là một cảnh báo về bất ổn xã hội ngày càng lớn, và bây giờ phát triển thành một cuộc xung đột hẳn hoi giữa nông dân và nhà cầm quyền", "Có thể tháo dỡ ngòi nổ tại Đồng Tâm không sớm thì muộn, nhưng ngòi nổ ở những nơi khác vẫn còn nguyên vẹn, chờ đến dịp lại bùng nổ một khi sở hữu toàn dân về đất đai chưa bị bãi bỏ." [45]
- GS Phan Xuân Sơn, nguyên Ủy viên Hội đồng Lý luận Trung ương, chủ biên công trình nghiên cứu về "Lý thuyết xung đột xã hội và quản lý, giải tỏa xung đột xã hội Việt Nam" nhận xét: "Qua thông tin báo chí thì tôi thấy những người như ông Lê Đình Kình không phải là "kẻ cầm đầu". Ông ấy thực sự là người đại diện cho tâm tư, nguyện vọng, lợi ích của cả một cộng đồng dân cư lớn, có truyền thống văn hóa làng xã. Cho dù căn cứ pháp lý thế nào thì có vẻ như áp dụng biện pháp mạnh với những người như ông Kình là sai lầm. Sai lầm ấy trực tiếp dẫn tới việc người dân Đồng Tâm phản ứng bột phát, bắt giữ một loạt nhân viên công quyền." [46]

### Cáo buộc của báo chí
- Báo Hà Nội Mới ngày 18 tháng 4 cho là: "Một số đối tượng cơ hội chính trị dưới danh nghĩa "luật sư", "chuyên gia", nhà "dân chủ" đã lên mạng xã hội liên tục có những phát ngôn, tuyên bố sai lệch, không đúng bản chất sự việc, tỏ vẻ "hào hiệp", sẵn lòng "hỗ trợ" người dân đòi "quyền lợi"... Mục đích chính của các đối tượng này không gì khác là cố tình bôi đen sự thật nhằm làm chệch hướng dư luận, lợi dụng tình hình để nói xấu chế độ và kích động sự quá khích của một bộ phận nhân dân khiến tình hình càng thêm căng thẳng." [47] Luật sư Hà Huy Sơn, người đã đăng tải những lời khuyên nhủ dành cho người dân Đồng Tâm trên trang cá nhân, nhận xét: "Tôi cho rằng nếu báo muốn nói một điều gì đó thì phải có bằng chứng cụ thể. Luật sư nào, kích động hay bôi xấu như thế nào? Chứ chỉ nói chung chung thì tôi cho rằng đó chỉ là những lời nhận xét chủ quan vu vơ." [48]

### Ảnh hưởng mạng xã hội
- Theo Đoan Trang, nhà báo tự do từ Hà Nội: "... Để xảy ra tình trạng facebooker phải vào cuộc đưa tin, phần lỗi thuộc về một nhà nước hạn chế tự do ngôn luận và của một nền báo chí bị nhà nước kiểm soát. Ngoài ra, nếu ngay từ đầu chính quyền không làm gì sai thì đã không có vụ Đồng Tâm, và nếu không có mạng xã hội lên tiếng – bình luận, phân tích, mở rộng vấn đề thay vì chỉ đưa tin – thì rất có thể Đồng Tâm đã bị đàn áp trong im lặng như những Nghệ An, Thái Bình, Tây Nguyên năm nào." [49]
- Giảng viên Lê Toàn tại Đại học Monash (Úc) cho là, với sự hỗ trợ của những người ủng hộ nhân quyền, các nhà hoạt động chính trị, truyền thông quốc tế và các blogger độc lập và bằng cách sử dụng Facebook, YouTube và phương tiện truyền thông xã hội tương tự, người dân Đồng Tâm chuyển tải một câu chuyện khác về sự kiện này so sánh với lối tường thuật của nhà nước.[50]

### Bài học
- Tại cuộc họp báo sáng 24 tháng 4, Phó tổng Thanh tra Chính phủ Ngô Văn Khánh cho rằng: "Đây là bài học lớn cho cả hai phía, không chỉ người dân mà cả cơ quan quản lý nhà nước". "Sau vụ việc này, Thanh tra Chính phủ với tư cách là cơ quan trực tiếp tiếp công dân, giải quyết khiếu nại tố cáo sẽ cùng các cơ quan nhà nước khác tổng kết, rút kinh nghiệm, thận trọng đưa ra những kiến nghị, bổ sung vào quá trình quản lý của mình".[51]
- Luật sư Lê Đức Tiết – Phó Chủ nhiệm Hội đồng Tư vấn về Pháp luật, Dân chủ, Ủy ban Trung ương Mặt trận Tổ quốc Việt Nam – cho là: "Trong việc xử lý, giải quyết khiếu kiện liên quan đến đất đai, cơ quan chức năng không điều hòa được 3 lợi ích: quốc gia, tập thể và cá nhân. Thực tế cho thấy nhiều sự việc nóng liên quan đến đất đai xảy ra do cơ quan chức năng phủ nhận một trong 3 lợi ích trên. Hiện nay, việc quản lý của luật pháp đất đai có 3 cách: quản lý bằng luật hành chính, dân sự và hình sự. Tuy nhiên, nhiều việc đáng lý chỉ dùng biện pháp hành chính thì chính quyền lại dùng luật pháp hình sự và ngược lại. Điều này gây bức xúc dư luận. Không phải riêng sự việc ở Đồng Tâm mà nhiều vụ khác đó đã chứng minh điều này. Nếu chúng ta không giải quyết những nguyên nhân trên thì thời gian tới sẽ còn nhiều vụ Đồng Tâm xảy ra.[52]
- Sáng 25 tháng 4, ông Võ Văn Thưởng, Ủy viên Bộ Chính trị, Bí thư Trung ương Đảng, Trưởng ban Tuyên giáo Trung ương trong khi tiếp xúc cử tri tại thành phố Biên Hòa bày tỏ: Cán bộ, chính quyền cần đối thoại, lắng nghe để giải quyết ý kiến của người dân, mà sự việc tại Đồng Tâm, Mỹ Đức, Hà Nội vừa qua là một bài học đắt giá; không được để từ sơ suất nhỏ "đẻ" ra sơ suất lớn dẫn đến người dân mâu thuẫn với chính quyền, nguy hiểm nhất là dân không tin vào việc xử lý của chính quyền địa phương.[53]
- Chiều ngày 26 tháng 4, tại TPHCM, Chủ tịch nước Trần Đại Quang trong dịp tiếp xúc cử tri quận 1, quận 3 và quận 4, cho biết: "Chúng tôi đang chỉ đạo thành phố Hà Nội rút kinh nghiệm toàn diện vụ việc xảy ra ở Đồng Tâm. Nhưng liên quan đến vụ việc này tôi cho rằng chúng ta phải nắm chắc tình hình, phải tìm hiểu rõ nguyên nhân vì sao có tình trạng đó. Từ đó có những biện pháp giải quyết có tình, có lý. Muốn vậy chúng ta phải lắng nghe ý kiến của nhân dân và chúng ta phải giải thích cho dân hiểu được những chủ trương, chính sách của Nhà nước để tạo được sự đồng thuận" [54]
- Tiếp xúc cử tri quận Đồ Sơn (Hải Phòng) ngày 13 tháng 5, Thủ tướng Nguyễn Xuân Phúc nhận xét: "... Chính quyền khi thực thi nhiệm vụ phải làm đúng chính sách, pháp luật; làm việc có lý có tình, trên tinh thần thuyết phục dân, để dân hiểu chủ trương của Đảng, Nhà nước. Kinh nghiệm từ các vụ việc trong quá khứ như Quán Nam, Đồ Sơn tại Hải Phòng, và vụ việc vừa qua ở Đồng Tâm (huyện Mỹ Đức, Hà Nội) là do chính quyền không sát dân, giải quyết sai quy định pháp luật." [55]

### Hậu quả
Hà Nội ngày 27 tháng 4 ra quyết định thay Phó trưởng đoàn Thanh tra đất đai ở Đồng Tâm, đúng như cam kết của Chủ tịch TP Nguyễn Đức Chung trong buổi đối thoại với nhân dân Đồng Tâm, huyện Mỹ Đức.
Ngày 4 tháng 7, Viện Kiểm sát nhân dân huyện Mỹ Đức, Hà Nội ra cáo trạng truy tố 14 cựu cán bộ địa phương vì những sai phạm trong quản lý đất đai tại xã Đồng Tâm. Các bị can bị truy tố, đưa ra xét xử về tội "lợi dụng chức vụ, quyền hạn trong khi thi hành công vụ" và "thiếu trách nhiệm gây hậu quả nghiêm trọng".

### Kỷ niệm
Ngày 15 tháng 4 năm 2018, hàng ngàn người dân xã Đồng Tâm tổ chức buổi lễ kỷ niệm 1 năm ngày xảy ra biến cố. Lê Đình Kình cho biết chính quyền đã làm nhiều biện pháp để ngăn cản buổi lễ nhưng đều thất bại, vì ban tổ chức giấu kín thông tin về địa điểm tổ chức đến tận phút chót. Lê Đình Kình nói rằng hàng ngàn công an đã được sắp xếp vây kín mọi nẻo đường đến xã Đồng Tâm, cũng như bao quanh khu vực lễ kỷ niệm. Một ngày trước buổi lễ, lực lượng an ninh đã canh cửa nhiều nhà hoạt động, không cho họ ra khỏi nhà như nhà hoạt động Trần Thị Thảo, nhà báo Phạm Thành, Nguyễn Tường Thụy, Huỳnh Ngọc Chênh, Nguyên Bình, Phan Khang.
Ngày 15 tháng 4 năm 2019, hàng ngàn người dân xã Đồng Tâm tổ chức buổi lễ kỷ niệm 2 năm ngày xảy ra biến cố.

### Vụ án Đồng Tâm
Ngày 13 tháng 6, Cơ quan Cảnh sát điều tra – Công an TP Hà Nội đã ra quyết định khởi tố điều tra vụ án hình sự vụ việc xảy ra tại thôn Hoành, xã Đồng Tâm, huyện Mỹ Đức, Hà Nội ngày 15 tháng 4. Việc khởi tố vụ án nhằm điều tra làm rõ các hành vi bắt giữ người trái pháp luật theo Điều 123 và hành vi hủy hoại hoặc cố ý làm hư hỏng tài sản theo Điều 143 Bộ luật Hình sự. Công an Hà Nội cho biết cơ quan điều tra đang phối hợp với các cơ quan chức năng điều tra, xử lý vụ việc theo quy định pháp luật.
Hôm 14 tháng 6, Lê Đình Kình cho biết: "... Tôi có gọi điện ngay cho ông Chung. Ông Chung nói rằng bản cam kết mà ông ấy ký hôm 22/4 về việc không truy cứu trách nhiệm hình sự đối với toàn thể nhân dân xã Đồng Tâm là ông ấy ký chứ không có con dấu", "Ông ấy nói là quyền khởi tố là của cơ quan pháp luật chứ không phải của ông ấy". "Nhưng ông Chung quên rằng, bản cam kết tuy không có con dấu nhưng ông ấy có lăn tay vào đó, và việc điểm chỉ còn đảm bảo hơn vì không ai có vân tay trùng nhau trong khi con dấu nào thì cũng có khả năng bị làm giả được".
Ngày 4 tháng 7, VKS nhân dân huyện Mỹ Đức, Hà Nội ra cáo trạng truy tố 14 cựu cán bộ địa phương vì những sai phạm trong quản lý đất đai tại xã Đồng Tâm. Các bị can bị truy tố, đưa ra xét xử về tội "lợi dụng chức vụ, quyền hạn trong khi thi hành công vụ" và "thiếu trách nhiệm gây hậu quả nghiêm trọng". Trong số các bị can, có 10 cựu cán bộ xã, trong đó có 3 nguyên chủ tịch UBND, một bí thư, một chủ tịch HĐND, trưởng ban tài chính, trưởng công an xã... Họ bị cáo buộc, trong thời gian từ 2002–2013, đã buông lỏng quản lý công tác quản lý nhà nước về lĩnh vực đất đai và vì động cơ vụ lợi đã cấp, giao đất trái thẩm quyền, hợp thức đất lấn chiếm cho một số hộ dân trái quy định. 4 người là cựu cán bộ huyện Mỹ Đức, một người nguyên là trưởng Phòng Tài nguyên - môi trường, một giám đốc và phó giám đốc và một cán bộ Văn phòng đăng ký đất đai. Họ bị cho là thiếu trách nhiệm trong việc thẩm định, thẩm tra nguồn gốc đất dẫn đến việc ký xác nhận giấy tờ cho những diện tích đất bị lấn chiếm không có căn cứ.
Lê Đình Công, người bị bắt hôm 15 tháng 4 cùng cha mình là Lê Đình Kình và được thả vài ngày sau đó, cho biết từ tháng Bảy tới tháng 8/2017 có khoảng 70 người dân Đồng Tâm đã nhận được nhiều giấy triệu tập liên quan đến vụ việc tranh chấp đất đai hồi tháng Tư tại xã Đồng Tâm. Bản thân ông và cũng đã nhận được 3 giấy triệu tập của Công an TP Hà Nội và Bộ Quốc phòng, về cáo buộc "gây rối trật tự công cộng".

### Hội nghị công dân
Ông Công cho biết, ngày 27 tháng 8 đã có một "cuộc họp toàn thể nhân dân xã Đồng Tâm, khẳng định đất Đồng Sênh là đất nông nghiệp của nhân dân Đồng Tâm":
- "Thứ nhất, nếu chính quyền Hà Nội, Công an Hà Nội mà cố tình cướp đi quyền lợi đất đai của người dân thì người dân Đồng Tâm sẽ giữ đến hơi thở cuối cùng.",
- "Thứ hai nếu chính quyền mà bắt một người Đồng Tâm, thì người dân Đồng Tâm cũng sẽ sẵn sàng đổ máu", "Họ coi thường kỷ cương phép nước, coi thường pháp luật thì nhân dân đồng Tâm sẽ cho họ thấy thế nào là coi thường kỷ cương phép nước, và coi thường pháp luật", "Nhân dân Đồng Tâm sẽ xử toàn bộ người làm sai, không kể bất kỳ một ai từ huyện đến thành phố, người dân sẽ quyết tâm chiến đấu đổ máu".

Ngoài ra theo ông Công, họ đã nhờ người gửi đơn gồm gần 1000 chữ ký của người dân Đồng Tâm đến các đại sứ quán Hoa Kỳ, Thụy Sĩ, Thụy Điển,... để nhờ giúp đỡ người dân Đồng Tâm.

### Ý kiến Thủ tướng
Nói với cử tri ở Hải Phòng hôm 26 tháng 6, thủ tướng Việt Nam Nguyễn Xuân Phúc phát biểu: "Tội giữ người trái phép đó phải được điều tra xử lý nghiêm túc, cũng như tội phá hoại tài sản". "Tôi đã nói phương châm, trước khi xử lý người dân sai trái, quá khích này, phải xử lý ngay những cán bộ đã lạm dụng, vô trách nhiệm, đã làm sai ở tại cái xã đó. Chế độ chúng ta mà bắt giữ mấy chục người, sao có chuyện như vậy." 

### Kêu gọi đầu thú
Công an Hà Nội ngày 13 tháng 10 gửi thư đến người dân thôn Hoành với nội dung kêu gọi những người có hành vi hủy hoại tài sản, bắt giữ người trái pháp luật ra tự thú và đầu thú và cho biết "người che giấu, cản trở người có hành vi vi phạm pháp luật tự thú, đầu thú sẽ bị xử lý nghiêm khắc theo quy định của pháp luật".
Theo phó trưởng thôn Hoành, đến nay có gần 50 người dân trong thôn nhận được giấy triệu tập đến cơ quan công an làm việc. Tuy nhiên, hầu hết người dân không đến cơ quan điều tra theo giấy triệu tập vì theo họ việc bắt giữ người xuất phát từ việc cơ quan chức năng mời người dân đi chỉ mốc lộ giới khu đất Đồng Sênh (xã Đồng Tâm) nhưng lại tổ chức bắt một số người. Họ cho rằng cần làm rõ sai phạm của việc bắt giữ người của cơ quan chức năng.
Từ Đồng Tâm, Lê Đình Công cho biết hôm 16 tháng 10: "Đầu thú là phải phạm tội. Phải có lệnh truy nã mới kêu gọi ra đầu thú....Về mọi sự việc đã xảy ra, nếu công an không về đánh người, bắt người thì sẽ không có chuyện bắt giữ 38 công an đấy. Những người đánh dân thì họ hoàn toàn không đả động đến." 

### Kết quả thanh tra đất đai

#### Dự thảo kết luận thanh tra
Thanh tra TP Hà Nội ngày 7 tháng 7 công bố dự thảo kết luận thanh tra toàn diện về việc quản lý, sử dụng và quá trình xử lý từ trước đến nay đối với diện tích đất khu sân bay Miếu Môn thuộc địa giới hành chính xã Đồng Tâm, huyện Mỹ Đức. Theo đó, Theo kết luận, từ năm 1981 đến nay, toàn bộ đất sân bay Miếu Môn có các mốc giới bê tông cốt thép được cắm trên thực địa còn nguyên, là đất quốc phòng, do các đơn vị quốc phòng quản lý và sử dụng, có diện tích 236,9ha. Trong diện tích 236,9ha có 64,11ha đất thuộc địa giới hành chính xã Đồng Tâm. Trong quá trình quản lý, sử dụng, các đơn vị quốc phòng đã ký hợp đồng giao khoán hàng năm với UBND xã Đồng Tâm để UBND xã giao cho các đội sử dụng vào mục đích nông nghiệp, từ năm 2012 không giao khoán nữa nhưng đến nay các hộ dân vẫn đang sản xuất nông nghiệp tại đây. Các đơn vị quốc phòng đã buông lỏng quản lý đất quốc phòng, chưa thực hiện di dời một số hộ dân đã ăn ở trên đất quốc phòng từ trước năm 1980, để các hộ lấn chiếm, cho tặng, chuyển nhượng, xây dựng công trình trái phép. Trong quá trình quản lý về dân cư và trật tự xây dựng, từ năm 2003 đến năm 2010, UBND xã Đồng Tâm đã xác nhận các hồ sơ thừa kế, cho, tặng, chuyển nhượng của các hộ dân đang sử dụng đất quốc phòng là trái thẩm quyền, và vi phạm pháp luật về quản lý đất đai.

##### Nhận xét
- Giáo sư Nguyễn Khắc Mai, nguyên Vụ trưởng Vụ Nghiên cứu – Ban Dân vận Trung ương, hiện là Giám đốc Trung tâm Nghiên cứu Văn hóa Minh Triết, hoàn toàn không đồng ý với kết quả của dự thảo kết luận trên: "Những kết luận sơ bộ thì tôi thấy nhiều điều không trung thực, và đấy là cái năng lực cũng như là thái độ xưa nay của họ thôi. Họ không muốn đi đến cái chân lý tận cùng đâu". Chân lý mà giáo sư Nguyễn Khắc Mai cho rằng cần phải đi đến tận cùng trong giải quyết vấn đề Đồng Tâm, chính là nhìn ra sai lầm đầu tiên, cũng là lớn nhất, đó là chuyển đổi mục tiêu sử dụng đất không rõ ràng minh bạch. "Người ta giao cho anh làm sân bay chứ không phải nói là đất quốc phòng chung chung rồi anh muốn làm gì thì anh làm. Khi anh đã không làm sân bay thì nguyên tắc anh phải trả lại cho chính phủ để chính phủ trả lại cho dân. Hiện nay dân cũng có yêu cầu rất lớn để làm ăn sinh sống. Đó là sai lầm rất lớn của họ".[68]
- Luật sư Đặng Đình Mạnh chia sẻ trên trang cá nhân của ông rằng: "Những nguyên nhân chính yếu gây nên "sự cố" Đồng Tâm như chính sách về sở hữu đất đai, về giải quyết khiếu nại, về tình trạng tham nhũng hoặc yếu kém của cán bộ công chức... đều bị xem nhẹ." [68]
- Ông Lê Đình Kình, sau khi theo dõi diễn biến buổi công bố dự thảo kết quả thanh tra, đã trả lời báo chí trong nước rằng: "Chúng tôi sẽ tiếp tục kiến nghị lên Chính phủ".[68]

#### Ý kiến Chủ tịch UBND TP Hà Nội về đất quốc phòng
Sau khi Thanh tra TP công bố dự thảo kết luận về đất đai tại xã Đồng Tâm, Chủ tịch UBND TP Hà Nội Nguyễn Đức Chung có nói về đất quốc phòng: "... Ai là người đi bảo vệ đất nước, ai là người cho chúng ta sống trong bình yên? Ai hiểu mảnh đất này để không là không có giá trị? Trên thế giới tất cả đất thuộc về an ninh quốc phòng, tại sao nước Mỹ để cả một bang để trống cho quốc phòng?... Bây giờ các anh bảo quân đội không sử dụng phải trả cho dân, xin lỗi anh cái giá phải trả cho nền độc lập tự do là thế nào? Mà các anh bảo quân đội phải trả. Quân đội không bắt buộc phải chứng minh cho người dân chúng tôi phải làm gì trong đó. Mà các anh không được phép hỏi, thậm chí cấp nào mới được biết chứ không phải giải thích cho các anh đất làm gì? Các anh không có quyền đó, bởi đó là an ninh quốc gia, dân tộc ta có bao triệu con người phải hy sinh để bảo vệ nền độc lập đó... Đất này dùng cho quốc phòng, là để chúng ta phòng thủ, không có nghĩa công bố cho người dân biết mà phải có những gì thuộc bí mật quốc gia thì cũng không cần phải thông báo cho cả làng cả dân biết, thậm chí đến cấp tôi cũng không biết nó là cái gì...Quân đội đặc công vẫn đeo ngụy trang đầy mình nhưng nhô lên cái thấy một người trong lòng đất, hay các bác thấy chiến tranh ở một loạt nước cả sân bay ở Nam Tư bên dưới là ngầm hết, làm sao người ta phải công bố cho dân biết. Dân biết để kẻ thù biết thì đất nước ta phòng thủ thế nào được? Các bác đừng đi hỏi lấy điều mà có lẽ cho phép tôi nói từ gần dân nhất, "cùn" để che lấp đi những âm mưu khác. Chúng ta nên thẳng thắn... Toàn bộ tài liệu ngày 22/4 còn đó, hình ảnh Lê Đình Kình ra phất cờ còn đó, tất cả còn đó, tất cả còn nguyên giá trị. Tôi nhắc lại một điều trong cuộc đối thoại hôm 22/4 bà con xã Đồng Tâm, thôn Hoành tất cả chúng ta phải thượng tôn pháp luật, lấy pháp luật làm trọng và chúng ta phải chấp hành và quyền của mọi người là quyền được cung cấp tài liệu, quyền được kiến nghị, được giải đáp nhưng phát biểu phải có giới hạn.". 

#### Quan điểm của Lê Đình Kình
Lê Đình Kình, cựu Chủ tịch UBND xã Đồng Tâm, ngày 18 tháng 7 năm 2017 cho BBC biết vào đầu thập niên 1980, toàn bộ khu đất nông nghiệp Đồng Sênh được đưa vào quy hoạch dự án quốc phòng. Ngày 10 tháng 11 năm 1981, theo Quyết định 386 QĐ/UB, UBND tỉnh Hà Sơn Bình (tên cũ) tiến hành giao đất giai đoạn I, thu hồi khu đất 47,36ha thuộc phía đông Đồng Sênh. Đổi lại, Hợp tác xã Đồng Tâm được đền bù 150.312,00 đồng. Cũng theo ông, sau Đại hội 10, năm 2006, dự án Sân bay Miếu Môn là "không khả thi" và là một "dự án treo". Tuy nhiên, khu đất 47,36ha đã thu hồi đền bù năm 1981 rồi nên được xem là đất quốc phòng, thuộc quản lý của Bộ Tư lệnh công binh, và sau này thuộc Lữ đoàn 28, Quân chủng phòng không - Không quân. Chỉ có 14 hộ dân có hợp đồng canh tác trên khu đất này để nộp tô lợi hàng năm cho lữ đoàn.
Khu đất phía tây của Đồng Sênh, theo Lê Đình Kình, tuy nằm trong diện quy hoạch nhưng từ năm 1981 đến nay chưa có quyết định thu hồi, đền bù nên người dân vẫn tiếp tục canh tác, nuôi trồng, và coi đây vẫn là đất nông nghiệp 'nằm trong quy hoạch quốc phòng'. Quan điểm này cũng được đại diện Lữ đoàn 28 chia sẻ. "Phần đất thuộc dự án còn lại người dân tiếp tục canh tác cho đến khi có quyết định thu hồi giai đoạn II. Khi đó người dân sẽ có giấy tờ tường trình, giải phóng mặt bằng, đền bù theo chính sách luật đất đai năm 2003," ông Kình dẫn lời Lữ phó Nguyễn Văn Liêm nói hôm 30/7/2007.
Ngày 20 tháng 10 năm 2014, UBND TP Hà Nội ra Quyết định 5383 "bàn giao 2.367.562,3m²" (tức khoảng 236ha) cho Quân chủng Phòng không - Không quân. Quyết định này không nêu rõ trong số 236ha này, phần nào thuộc Đồng Sênh, phần nào thuộc đất của huyện Chương Mỹ kế bên. Tuy nhiên, người dân Đồng Tâm cho rằng quyết định bàn giao nói trên không nhắc tới việc "thu hồi và đền bù" như Quyết định 386 năm 1981, và giới chức chưa hề thực hiện việc đền bù theo luật đất đai, cho nên nó không làm thay đổi nguyên trạng đất Đồng Sênh. Do vậy, đông Đồng Sênh vẫn là đất quốc phòng Lữ đoàn 28 ký hợp đồng cho dân canh tác, còn tây Đồng Sênh tiếp tục là đất nông nghiệp người dân Đồng Tâm tự do canh tác." 

#### Kết luận thanh tra chính thức
Ngày 25 tháng 7 năm 2017, Thanh tra thành phố Hà Nội chính thức thông báo kết luận Thanh tra toàn diện về việc quản lý, sử dụng và quá trình xử lý đối với diện tích đất khu sân bay Miếu Môn thuộc địa giới xã Đồng Tâm, huyện Mỹ Đức. Trong đó khẳng định: "Thực tế không có diện tích 59ha hoặc 49ha đất mà ông Lê Đình Kình và một số công dân nêu, toàn bộ diện tích đất sân bay Miếu Môn thuộc địa giới hành chính xã Đồng Tâm là đất quốc phòng". Căn cứ hồ sơ quản lý đất nông nghiệp của Ủy ban nhân dân xã Đồng Tâm.
Theo kết luận thanh tra, từ năm 1981, toàn bộ diện tích đất sân bay Miếu Môn thuộc địa giới hành chính xã Đồng Tâm do các đơn vị quốc phòng quản lý, sử dụng. Trong quá trình này, các đơn vị quốc phòng đã ký hợp đồng canh tác đất tăng gia hàng năm với Ủy ban nhân dân xã Đồng Tâm. Ủy ban nhân dân xã lại bàn giao cho các đội canh tác. Tuy nhiên, do buông lỏng quản lý của đơn vị quốc phòng và chính quyền xã, những người tham gia canh tác đã tiến hành xây dựng, lấn chiếm, cho tặng, chuyển nhượng trái phép phần đất quốc phòng. Trong đó, từ năm 2003 đến năm 2010, Ủy ban nhân dân xã đã xác nhận các hồ sơ thừa kế, cho, tặng, chuyển nhượng của các hộ dân đang sử dụng đất trái phép. Đến năm 2012, việc ký hợp đồng canh tác đất tăng gia đã được ngừng lại, nhưng các hộ dân vẫn tiến hành sản xuất nông nghiệp trên đất quốc phòng.
Cũng theo kết luận, trong 14 hộ dân xã Đồng Tâm đang sử dụng đất quốc phòng chỉ có 5 hộ có giấy do Ủy ban hành chính xã, Hợp tác xã nông nghiệp Đồng Tâm cho, cho mượn đất để ở và sản xuất từ trước năm 1980, giấy tờ của các trường hợp khác không có căn cứ pháp luật.
Tháng 9 năm 2019, báo Hà Nội Mới đã đưa ra dẫn cứ qua sơ đồ, diện tích đất sân bay Miếu Môn thuộc địa giới hành chính xã Đồng Tâm chỉ chiếm 1/4 diện tích sân bay. Phỏng vấn ông Nguyễn Văn Vỹ (sinh năm 1953, xóm 8, thôn Hoành, xã Đồng Tâm) thì được câu trả lời: Tổng số đất Đồng Tâm ở khu vực sân bay chỉ có 64,66ha, còn lại thuộc xã khác, chứ lấy đâu ra đất "đồng Sênh" Từ đó kết luận: ...những con số 59ha đất và 106ha đất chỉ là sự tưởng tượng có chủ ý của ông Lê Đình Kình và một số người; hoàn toàn không có cơ sở về mặt lịch sử sử dụng đất cũng như căn cứ pháp lý.

### Hệ quả
Ngày 25 tháng 11 năm 2019, tại trụ sở Ủy ban nhân dân huyện Mỹ Đức, Thanh tra Chính phủ, đại diện là Phó tổng Thanh tra Chính phủ Nguyễn Văn Thanh đã tổ chức hội nghị đối thoại với công dân xã Đồng Tâm cùng các xã tiếp giáp với sân bay Miếu Môn. Cuộc đối thoại có sự góp mặt của ông Nguyễn Đức Chung (Chủ tịch thành phố), Nguyễn Văn Thanh, Đỗ Văn Đương (Phó trưởng Ban Dân nguyện, đại diện Văn phòng Chính phủ, Viện Kiểm sát nhân dân tối cao, Quân chủng Phòng không - Không quân cùng đại diện các sở, ngành của Hà Nội và chính quyền địa phương liên quan, cùng đông đảo người dân. Cuộc đối thoại này đã đưa ra các thông tin:
1. Đã xử lý gần 30 cán bộ có hành vi vi phạm, trong đó có một số cán bộ bị xử lý hình sự.
2. 14 hộ dân có diện tích đất trong khu vực sân bay Miếu Môn (đại diện là ông Trần Ngọc Viễn) đã đồng tình ký vào biên bản nhân hỗ trợ, đền bù và tiến hành di dời.
3. Khẳng định kết luận thanh tra của Thanh tra thành phố Hà Nội và thông báo rà soát của Thanh tra chính phủ là đúng thẩm quyền, trình tự, thủ tục theo quy định của pháp luật.
4. Thanh tra Chính phủ cũng như thành phố luôn sẵn sàng đối thoại, làm rõ các vấn đề người dân còn băn khoăn.

Buổi chiều cùng ngày, trong thời gian diễn ra đối thoại, một nhóm bộ đội làm nhiệm vụ kiểm soát quân sự phục vụ hội thao tại Trường bắn Miếu Môn (cạnh xã Đồng Tâm) đi xe qua khu vực Miếu Môn bị một số người dân vây xe do nghĩ rằng có chuyện nghiệm trọng. Sau khi được giải thích, người dân đã để xe đi tiếp. Lãnh đạo huyện Mỹ Đức khẳng định không có chuyện người dân tập trung đông người, cũng không có chuyện người dân bắt giữ bộ đội như tin đồn trên mạng xã hội. Hoạt động Hội thao diễn ra từ ngày 21 tháng 11 đến 29 tháng 11 tại Trung tâm Huấn luyện Quốc gia Miếu Môn.

## Tấn công ngày 9/1/2020
Theo thông cáo của Bộ Công an, trong quá trình xây dựng tường rào bảo vệ sân bay Miếu Môn, vào ngày 9 tháng 1 năm 2020, một số đối tượng quá khích đã có hành vi chống đối, sử dụng bom xăng, lựu đạn, dao phóng... tấn công lực lượng chức năng khiến 3 chiến sĩ công an hy sinh, 1 đối tượng chống đối chết và 1 đối tượng bị thương. Lực lượng chức năng cũng đã bắt giữ những đối tượng vi phạm pháp luật và sẽ khởi tố, xử lý đúng theo quy định của pháp luật. Bộ Công an cũng nói rằng: các đơn vị liên quan sẽ tiếp tục tiến hành xây dựng tường rào sân bay Miếu Môn theo kế hoạch. Theo phóng sự của VTV, tại hiện trường đã thu giữ 8 quả lựu đạn, hàng chục dao phóng, 20 chai bom xăng chưa sử dụng và nhiều pháo nổ.
Cùng sự việc, theo lời kể của "một người dân giấu tên" tại xã Đồng Tâm cho tờ BBC, thì sự việc diễn ra như sau: 3h sáng ngày 9/1/2020, người của chính quyền trong trang phục cảnh sát cơ động, cầm theo gậy gộc, dùi cui, súng, khiên đổ về làng. Họ ném pháo sáng, bắn đạn hơi cay, chặn hết các ngõ ngách vào nhà ông Kình, rồi xông vào đánh đập thâm tím mặt mày cả phụ nữ, người già. Người này kể cho BBC News Tiếng Việt rằng một số người dân đã đáp trả lại lực lượng cảnh sát bằng gạch đá, bom xăng, nhưng "không lại" vì "họ quá đông và trang bị vũ khí". Theo người này thông báo, nhà ông Lê Đình Kình và ông Lê Đình Công đã bị nổ mìn làm sập tường, hỏng nhà. Con trai ông Lê Đình Công bị bắn gẫy tay, vợ chồng con trai ông Công sau đó bị bắt đi cùng hai con nhỏ. Nhân chứng cũng cho hay là điện không bị cắt nhưng internet thì bị cắt hoàn toàn. Luật sư Ngô Anh Tuấn, người bảo vệ quyền lợi của người dân Đồng Tâm, cho biết ông không thể vào bên trong khu vực cư ngụ của bà con Đồng Tâm vì bị cảnh sát cơ động chặn lại, yêu cầu phải có chỉ đạo đồng ý từ Giám đốc Công an Hà Nội.

### Nạn nhân

#### Thường dân
- Ông Lê Đình Kình, người chỉ huy nhóm những hộ dân Đồng Tâm tham gia tranh chấp, đã chết sau cuộc tấn công[79][80] Hiện trên mạng xã hội (Facebook) đang lan truyền mạnh video clip và hình ảnh ghi lại cảnh thi thể ông Lê Đình Kình được trả về nhà với vết mổ chạy dọc phía trước cơ thể. Tài khoản facebook Trịnh Bá Tư viết trên Facebook cá nhân cho rằng: "Thi thể Lê Đình Kình bị đánh gãy rời chân trái, đầu be bét máu, bị trúng một viên đạn ngay tim, máu me đầy giường cụ nằm. Cụ chết lúc 3 giờ sáng hôm 9 tháng Giêng, tại lầu 2 ngay nhà cụ".[81] Tối 10-1, Thiếu tướng Tô Ân Xô, chánh Văn phòng Bộ Công an cho biết, theo báo cáo của Công an Hà Nội cho thấy khi mổ khám nghiệm, trên tay ông Kình cầm một trái lựu đạn.[82] Ông Lê Đình Kình có 55 tuổi đảng, từng nhiều năm là thành viên ban lãnh đạo xã Đồng Tâm với vai trò trưởng công an, chủ tịch Ủy ban Nhân dân và bí thư đảng ủy xã này.[83]
- Bà Dư Thị Thành, vợ Lê Đình Kình, thì tường thuật trong một đoạn video với khăn tang trắng: "Người ta bắt khai là ở nhà cầm lựu đạn, tôi bảo là tôi không biết quả lựu đạn thế nào, tôi không biết bom xăng là thế nào, thì tôi không khai được. Thế là nó tát, cứ thế nó tát, nó đá, tát suốt, hết bên nọ sang bên kia, xong rồi nó đá vào hai bên ống chân".[84]
- Một người khác là ông Bùi Viết Hiểu, 77 tuổi, bị thương nặng và được đưa vào Bệnh viện Quân y 103, Hà Nội.[79]

Ngày 12 tháng 1 năm 2020, khoảng 25 nhà hoạt động xã hội tập họp tại quảng trường Trocadéro, Paris, Pháp nhằm để tang cho các nạn nhân trong vụ Đồng Tâm ở Việt Nam, mở đầu tuần lễ tưởng niệm cho đến ngày Chủ nhật 19 tháng 1 năm 2020. Cũng trong đêm này, người dân giáo xứ Song Ngọc, giáo phận Vinh, tỉ̀nh Nghệ An, đã thắp nến cầu nguyện cho Đồng Tâm và ông Lê Đình Kình.

#### Công an
Ba liệt sĩ công an hy sinh gồm:
- Thượng tá Nguyễn Huy Thịnh, 48 tuổi (sinh năm 1972), Phó Trung đoàn trưởng Trung đoàn Cảnh sát cơ động Thủ đô, Bộ Tư lệnh Cảnh sát Cơ động, Bộ Công an.
- Trung úy Dương Đức Hoàng Quân, 28 tuổi (sinh năm 1992), Tiểu đội trưởng Tiểu đoàn 1, Trung đoàn Cảnh sát cơ động Thủ đô, Bộ tư lệnh Cảnh sát cơ động, Bộ Công an.
- Thượng úy Phạm Công Huy, 27 tuổi (sinh năm 1993), cán bộ Đội chữa cháy và cứu nạn, cứu hộ số 3, Phòng Cảnh sát chữa cháy và cứu nạn, cứu hộ, Công an thành phố Hà Nội.

Ngày 13 tháng 1 năm 2020, Bộ Công an Việt Nam thông báo quyết định thăng cấp bậc hàm cho ba liệt sĩ công an trên (Đại tá, Thượng úy, Đại úy tương ứng) và tổ chức trọng thể lễ tang cho ba liệt sĩ theo nghi thức Công an nhân dân vào ngày 16 tháng 1 năm 2020 tại Nhà tang lễ quốc gia.

### Phản ứng

#### Tổ chức xã hội dân sự, trí thức, và truyền thông
- Chiều ngày 9 tháng 1, các tổ chức Xã hội dân sự Việt Nam cùng kí tên trong bản "Tuyên bố Đồng Tâm 9/1/2020", với năm yêu cầu được đặt ra cho nhà cầm quyền Hà Nội:[4]

1. Chấm dứt ngay việc dùng lực lượng vũ trang, dùng bạo lực dưới mọi hình thức.
2. Phải đưa người bị thương ở Đồng Tâm đi cấp cứu, không được ngăn cản người dân, báo chí đến đưa tin, giúp đỡ người dân Đồng Tâm.
3. Phải giải quyết vụ việc công khai minh bạch, thông qua trình tự pháp luật dân sự. Không hình sự hóa trong giải quyết dân sự về đất đai.
4. Phải trả lại quyền Tư hữu đất đai cho mọi người dân Việt Nam.
5. Phải khởi tố, trừng trị những kẻ ra lệnh cho lực lượng vũ trang đi đàn áp dân, những kẻ đồng lõa với các nhóm lợi ích trong tranh chấp dân sự.

- Tổ chức Theo dõi Nhân quyền Quốc tế (HRW) đã ra thông cáo kêu gọi chính quyền Việt Nam mở cuộc điều tra công khai và khách quan về vụ cưỡng chế đổ máu ở Đồng Tâm, đồng thời cho quan sát viên và các nhà báo quốc tế được tiếp cận Đồng Tâm. Bộ Ngoại giao Việt Nam cho biết sẽ xem xét yêu cầu cho các nhà báo quốc tế đến Đồng Tâm.[4]
- Giáo sư Đặng Hùng Võ, cựu thứ trưởng Bộ Tài nguyên-Môi trường và luật sư Trịnh Vĩnh Phúc, thuộc Nhóm Luật sư hỗ trợ pháp lý cho người dân trong vụ cưỡng chế vườn rau Lộc Hưng, cho rằng, "Luật Đất đai hiện là yếu tố quan trọng khiến cho "Việt Nam trở thành cường quốc dân oan". Cần phải sửa gấp Luật này, nhất là về cơ chế nhà nước thu hồi đất được áp dụng và thực hiện bồi thường hỗ trợ tái định cư sau khi nhà nước thu hồi đất".[90]
- Phó Giáo sư Jonathan London (Đại học Leiden, Hà Lan) nhận xét: "Tranh chấp đất đai sẽ tiếp tục xảy ra khi Việt Nam ngày càng giàu có. Cách thức giải quyết các tranh chấp này (thông qua các cơ chế minh bạch hoặc vũ lực) sẽ định hình các phẩm chất của sự phát triển của Việt Nam trong dài hạn".[91]
- Giáo sư - nhà ngôn ngữ học Hoàng Dũng (Thành phố Hồ Chí Minh) nhận xét: "Cách hành xử của chính quyền, trong vụ can thiệp thảm khốc tại Đồng Tâm và sau đó, cho thấy chính quyền đang trên con đường khuyến khích bạo lực, ca ngợi việc sử dụng bạo lực chống lại người dân. Quyền lực không được kiểm soát thường đi đôi với độc quyền chân lý - sử dụng bạo lực mù quáng."[92]
- Giáo sư Hoàng Xuân Phú (thuộc Viện Toán học, Viện Hàn lâm Khoa học và Công nghệ Việt Nam) nhận xét: "Sau màn dối trá dạo đầu ấy, họ tiếp tục tung ra nhiều thông tin sai trái khác, được đài báo đồng thanh truyền tải đến nơi nơi. Tiếc thay, nhiều người đã tin đó là sự thật. Khi bị dư luận am hiểu vạch trần thì họ sửa kịch bản. Sửa hết lần này sang lần khác. Mà lần nào cũng tránh xa sự thật. Bởi sự thật tồi tệ đến mức không thể thừa nhận, dù chỉ một phần." Giáo sư Phú phân tích trên trang cá nhân và chỉ ra những thông tin sai lệch do phía chính quyền đưa ra.[93][94]
- Báo Hoa Nam Buổi sáng (SCMP) của Hong Kong, trong bài đưa tin, đã gọi sự kiện ở Đồng Tâm là "Thảm sát Đồng Tâm" (Dong Tam Massacre).[95]

#### Chính quyền Việt Nam
- Chủ tịch nước Việt Nam Nguyễn Phú Trọng ngày 10 tháng 1 ký quyết định truy tặng Huân chương Chiến công hạng Nhất, cho ba liệt sĩ công an thiệt mạng. Quyết định ghi là cả ba liệt sĩ công an đã lập "chiến công đặc biệt xuất sắc trong chiến đấu và phục vụ chiến đấu, góp phần vào sự nghiệp xây dựng chủ nghĩa xã hội và bảo vệ Tổ quốc" [81].
- Bộ trưởng Bộ Công an Tô Lâm ngày 11 tháng 1 đến thăm, chia buồn với gia đình thượng úy Dương Đức Hoàng Quân (SN 1992), một trong ba liệt sĩ công an hy sinh.[81]
- Thủ tướng Việt Nam Nguyễn Xuân Phúc ngày 11 tháng 1 khi đến kiểm tra công tác của lực lượng Cảnh vệ Công an nhân dân đã "biểu dương sự hy sinh của ba chiến sĩ công an, là tấm gương về xả thân bảo vệ đất nước, bảo vệ an ninh quốc gia và nêu rõ, cần xử lý nghiêm các đối tượng chống đối, vi phạm pháp luật". Thủ tướng đã có quyết định cấp Bằng Tổ quốc ghi công cho ba liệt sĩ Công an "đã anh dũng hy sinh trong khi làm nhiệm vụ trấn áp tội phạm tại xã Đồng Tâm, huyện Mỹ Đức, TP Hà Nội".[81]
- Phó Giáo sư, Tiến sỹ Hoàng Ngọc Giao, Viện trưởng Viện Nghiên cứu Chính sách, Luật pháp và Phát triển, thuộc Liên hiệp các Hội Khoa học & Kỹ thuật Việt Nam (Vusta) ngày 11/01 cho là: "Một nhóm lợi ích nào đó đang phá hoại đất nước này và đang phá hoại chế độ này bằng việc ra lệnh sử dụng vũ lực đàn áp người dân, theo tôi đánh giá nó là vấn đến như vậy và lối thoát ở đây, tôi lưu ý rằng Bộ Chính trị cần phải họp gấp". Theo ông: "Quốc hội cũng phải họp gấp. lập một Ủy ban điều tra đặc biệt về vụ việc này, làm rõ ràng công khai, thì lúc đó tôi mới nghĩ rằng ít nhiều lấy lại được uy tín và độ tin cậy của người dân trong câu chuyện này." [96]
- Bộ TT&TT VN ngày 11/1 cho biết trong hai tuần qua, Facebook đã cho đăng nhiều "thông tin bóp méo" về Đồng Tâm "nhằm kích động người dân hiểu sai về vụ việc gây hoang mang dư luận, thông tin kích động chống đối chính quyền". Bộ TT&TT đã "trực tiếp gọi điện cho đại diện Facebook và tuyên bố: Đã đến lúc Việt Nam không còn kiên nhẫn với Facebook nếu Facebook tiếp tục không tuân thủ luật pháp Việt Nam như họ đã cam kết".[81]
- Nguồn tin chính thức khẳng định Lê Đình Kình không có đất trong khu vực sân bay Miếu Môn.[97] 14 hộ dân có đất canh tác chồng lấn lên sân bay Miếu Môn đã nhận đủ tiền và tiến hành di dời tài sản, cây trồng, vật nuôi khỏi khu vực đất quốc phòng từ ngày 26 tháng 11 năm 2019.[98] Do đó, Phó Tổng thanh tra chính phủ kết luận rằng việc ông Kình đứng ra khiếu nại là không đúng với quy định pháp luật và ông không có quyền lợi liên quan đến vụ việc, các phản đối của ông Lê Đình Kình là không đúng sự thật khách quan, khiếu nại không có cơ sở.[99]
- Theo Chủ tịch Ủy ban nhân dân thành phố Hà Nội Nguyễn Đức Chung thì ông Lê Đình Kình là cán bộ chủ chốt của xã Đồng Tâm trong thời gian dài nên nắm chi tiết nguồn gốc đất đai, ông Chung đặt vấn đề: "Thế nhưng tại sao trong suốt những năm ông làm Chủ tịch, Bí thư, nếu phát hiện ra có những sai sót trong quản lý, sử dụng đất đai, với cương vị của mình, ông không kiến nghị các cấp chính quyền liên quan đến xử lý tất cả những việc này. Tại sao suốt năm 2012, khi Bộ Quốc phòng vào giải tỏa, chuẩn bị xây dựng và giai đoạn 2014, thực hiện theo luật Đất đai 2013 cũng như khi có biến động về đất đai, Bộ Quốc phòng làm thủ tục đề nghị UBND Hà Nội cấp giấy chứng nhận mới mà ông Kình không đề nghị?". Ông Nguyễn Đức Chung nói rằng bản thân ông Kình đã nhận huy động tiền đóng góp của một số đối tượng ở xã Đồng Tâm để đi khiếu kiện, lợi dụng việc khiếu kiện nhằm trục lợi cho bản thân. Ông Nguyễn Đức Chung cho biết, nếu người dân xét thấy cần thiết và còn chưa thoả đáng thì UBND Hà Nội sẽ tiếp tục gặp gỡ trả lời[99]
- Theo thông tin từ Công an, nhóm người do Lê Đình Kình dẫn đầu đã không ngần ngại tuyên bố sẽ giết người, đồng thời chuẩn bị kỹ lưỡng các loại hung khí, vũ khí, vật liệu nổ nhằm thực hiện kế hoạch cản trở các lực lượng chức năng xây dựng tường rào sân bay Miếu Môn. Thậm chí, nhóm này đã cực đoan đến mức thành lập tổ quyết tử.[100] Thứ trưởng Bộ Công an Lương Tam Quang cho biết nhóm người Lê Đình Kình "nhận tiền từ phần tử chống đối", cảnh sát còn thu giữ tài liệu ghi chép thu chi và kêu gọi của tổ chức nước ngoài.[101] Cụ thể nhóm của ông Kình đã nhận tài trợ và sự chỉ đạo từ các tổ chức chóng chính phủ Việt Nam ở hải ngoại như Việt Tân, Chính phủ Quốc gia Việt Nam Lâm thời, Triều Đại Việt[102]. Mục tiêu là để "gây tiếng vang với bên ngoài".[103]
- Theo một bài viết của tác giả Trần Anh Tú trên báo Công an nhân dân ngày 4 tháng 2 năm 2020, các trang mạng xã hội của Việt Tân, Hội Anh em dân chủ, Điếu cày đang lan truyền lời kêu gọi "Pray for Đồng Tâm" nhằm kêu gọi quyên góp, ủng hộ tiền và quốc tế hóa vụ việc Đồng Tâm. Cũng theo bài viết này, nhiều người Việt lưu vong ở nước ngoài đã tập trung tưởng niệm nạn nhân vụ việc Đồng Tâm, soạn thảo văn bản gửi các nghị sĩ nước ngoài nhằm thúc đẩy chính quyền nước ngoài gây sức ép về kinh tế, chính trị đối với Việt Nam. Ngoài ra, một số người nguyên là cán bộ cơ quan nhà nước Việt Nam cũng phát biểu quan điểm, phán xét vụ việc Đồng Tâm trái với quan điểm của nhà nước Việt Nam, gây ảnh hưởng xấu đến uy tín của Đảng Cộng sản Việt Nam. Quan điểm của những người này là chính quyền đã cướp đất của dân, đàn áp nhân dân, vi phạm dân chủ, nhân quyền, không muốn đối thoại với dân và coi dân như kẻ thù.[104]

### Vấn đề pháp lý trong sự kiện thôn Hoành
Luật sư Ngô Anh Tuấn – một người trợ giúp pháp lý cho người dân Đồng Tâm trong vụ tranh chấp đất đai – khẳng định chính quyền chưa đủ cơ sở pháp lý để dùng vũ lực cưỡng chế giải tỏa đất. Ông cho là, bạo lực bùng phát tại xã Đồng Tâm trong lúc khiếu nại pháp lý của người dân đối với quyết định của UBND thành phố Hà Nội chưa được Thanh tra Chính phủ chính thức giải quyết, và người dân đang hy vọng tiếp tục đối thoại với chính quyền nhằm làm sáng tỏ tranh chấp.
Trong trao đổi với báo chí sáng ngày 14 tháng 1 năm 2020, Thứ trưởng Bộ Công an Lương Tam Quang cho biết hành động bắt giữ xuất phát từ việc nhóm người ông Lê Đình Kình dùng vũ khí tấn công lực lượng chức năng, do đó phía Công an tiến hành bắt giữ theo quy định về bắt giữ người phạm pháp quả tang.

### Khởi tố vụ án
Ngày 09/01/2020, Cơ quan Cảnh sát điều tra Công an TP Hà Nội đã ra Quyết định khởi tố vụ án hình sự Giết người; Tàng trữ, sử dụng, mua bán trái phép vũ khí quân dụng; Chống người thi hành công vụ xảy ra tại xã Đồng Tâm, huyện Mỹ Đức, TP Hà Nội.
Ngày 13 tháng 1 năm 2020, Cơ quan Cảnh sát điều tra Công an thành phố Hà Nội đã ra quyết định khởi tố "vụ án đặc biệt nghiêm trọng xảy ra tại xã Đồng Tâm, huyện Mỹ Đức, Hà Nội, hôm 9 tháng 1":
- Khởi tố và bắt tạm giam 19 người: Lê Đình Công, Lê Đình Uy, Bùi Văn Niên, Nguyễn Văn Tuyến, Trần Thị La, Bùi Thị Nối, Bùi Văn Tiến, Nguyễn Thị Lụa, Bùi Viết Hiểu, Bùi Văn Tuấn, Nguyễn Quốc Tiến, Lê Đình Doanh, Bùi Thị Đục, Lê Đình Quân, Lê Đình Quang, Nguyễn Văn Duệ, Nguyễn Thị Bét, Trịnh Văn Hải, Nguyễn Văn Quân về tội "Giết người".
- Khởi tố và bắt tạm giam: Lê Đình Chức về tội "Giết người".
- Khởi tố và ra lệnh tạm giam: Lê Đình Hiển, Bùi Viết Tiến về tội "Chống người thi hành công vụ".
- Xác định đang tạm giữ hình sự: Nguyễn Thị Dung về hành vi "Chống người thi hành Công vụ".
- Xác định đang tạm giữ hình sự: Nguyễn Xuân Điều, Trần Thị Phượng, Đào Thị Kim về hành vi "Giết người".

### Phiên tòa sơ thẩm (07 tháng 9 - 14 tháng 9 năm 2020)
Ngày 09 tháng 9, Viện Kiểm sát Nhân dân TP Hà Nội đổi tội danh cho 19 bị cáo từ "Giết người" thành "Chống người thi hành công vụ". 6 bị cáo bị giữ nguyên tội danh "Giết người".
Ngày 14 tháng 9 năm 2020, Tòa án nhân dân Thành phố Hà Nội tuyên án 29 bị cáo:
Nhóm phạm tội giết người (6 bị cáo)
1. Lê Đình Công tử hình
2. Lê Đình Chức tử hình
3. Lê Đình Doanh chung thân
4. Bùi Viết Hiểu 16 năm tù
5. Nguyễn Văn Tuyển 12 năm tù
6. Nguyễn Quốc Tiến 13 năm tù
Nhóm phạm tội chống người thi hành công vụ (23 bị cáo)
1. Nguyễn Văn Quân 5 năm tù
2. Lê Đình Uy 5 năm tù
3. Lê Đình Quang 5 năm tù
4. Bùi Thị Nối 6 năm tù (bị cáo duy nhất bị tuyên cao hơn mức kịch khung là 4 đến 5 năm tù)
5. Bùi Văn Tiến 5 năm tù
6. Lê Đình Quân 5 năm tù
7. Nguyễn Văn Duệ 3 năm tù
8. Trịnh Văn Hải 3 năm tù
9. Bùi Văn Tuấn 3 năm tù
10. Nguyễn Thị Lụa 3 năm tù nhưng cho hưởng án treo
11. Bùi Thị Đục 3 năm tù nhưng cho hưởng án treo
12. Nguyễn Thị Bét 3 năm tù nhưng cho hưởng án treo
13. Trần Thị La 3 năm tù nhưng cho hưởng án treo
14. Bùi Văn Niên 3 năm tù nhưng cho hưởng án treo
15. Nguyễn Xuân Điều 3 năm tù nhưng cho hưởng án treo
16. Mai Thị Phần 2 năm 6 tháng tù nhưng cho hưởng án treo
17. Đào Thị Kim 2 năm tù nhưng cho hưởng án treo
18. Lê Thị Loan 2 năm 6 tháng tù nhưng cho hưởng án treo
19. Nguyễn Văn Trung 1 năm 6 tháng tù nhưng cho hưởng án treo
20. Lê Đình Hiển 1 năm 3 tháng tù nhưng cho hưởng án treo
21. Bùi Viết Tiến 1 năm 3 tháng tù nhưng cho hưởng án treo
22. Nguyễn Thị Dung 1 năm 3 tháng tùnhưng cho hưởng án treo
23. Trần Thị Phượng 1 năm 3 tháng tù nhưng cho hưởng án treo

## Tóm tắt diễn biến tranh chấp đất đai tại xã Đồng Tâm
Vụ tranh chấp đất đai Đồng Tâm giữa người dân và chính quyền nổi lên từ năm 2016.
- 11/2016: Tranh chấp giữa dân Đồng Tâm và chính quyền bắt đầu căng thẳng từ khi UBND huyện Mỹ Đức căng dây khắp khu vực 59h ở tây Đồng Sênh, san gạt một số mặt bằng và cắm biển 'Vùng cấm - Khu vực quân sự'".
- 2/2017: Người dân thu dây, nhổ biển báo "Khu vực quân sự" và đưa máy móc vào canh tác, dẫn đến việc giới chức huy động hàng trăm công an, cảnh sát, an ninh dân phòng, xe vòi rồng, xe cứu thương đến nơi.
- 15/4/2017: Mâu thuẫn lên đến đỉnh điểm khi 9 người dân Đồng Tâm bị bắt giữ và khi được giới chức mời ra khu đất có tranh chấp để 'làm việc', và bị đưa về Hà Nội, trong đó có ông Lê Đình Công và cụ Lê Đình Kình. Dân Đồng Tâm đáp trả bằng cách bắt giữ 38 cán bộ và cảnh sát, giam tại nhà văn hóa thôn trong 7 ngày.
- 22/4/2017: Ông Nguyễn Đức Chung, Chủ tịch UBND TP Hà Nội phải về Đồng Tâm đối thoại với bà con. Tại đây, ông Chung ký vào bản cam kết viết tay về việc sẽ làm rõ nguồn gốc khu đất sân bay Miếu Môn, đồng thời không truy cứu trách nhiệm hình sự đối với toàn thể nhân dân xã Đồng Tâm. Đổi lại ông Chung được 'trả người'.
- 13/6/2017: Công an Hà Nội khởi tố vụ án hình sự liên quan việc dân Đồng Tâm bắt giữ 38 người thi hành công vụ. Cụ Lê Đình Kình sau đó nói rằng ông Nguyễn Đức Chung "phản bội ý kiến và danh dự của chính ông ấy".
- 7/2017: Thanh tra Hà Nội công bố kết luận: "Toàn bộ diện tích đất sân bay Miếu Môn thuộc địa giới hành chính xã Đồng Tâm là đất quốc phòng".
- 2017–2019: ông Lê Đình Kình (đại diện cho dân Đồng Tâm) nhiều lần gửi đơn lên Thanh tra Chính phủ đề nghị xem xét tính chính xác của kết luận của Thanh tra Hà Nội, khẳng định 59ha đất Đồng Sênh là đất nông nghiệp của Đồng Tâm từ bao đời nay, không phải đất quốc phòng. Mảnh này tiếp giáp với mảnh 47,36ha đã được giao cho Bộ Quốc phòng từ lâu như một phần của sân bay Miếu Môn.
- Theo người dân Đồng Tâm, các cán bộ địa phương đã lập lờ khi báo cáo về hai khu đất này khiến chính quyền hiểu nhầm khu 59ha cũng trùng với khu.
- Dân Đồng Tâm tổ chức các buổi họp truyền hình trực tiếp trên Facebook hàng tháng để thông báo diễn biến mới trong vụ tranh chấp đất đai với chính quyền.
- 26/3/2018: Quân đội cho đào hào quanh khu 47,63ha để phân định với khu đất nông nghiệp Đồng Sênh khiến dân Đồng Tâm rất phấn khởi. Ông Lê Đình Công nói với BBC vào thời điểm đó rằng "Quân đội đã có chiều hướng ủng hộ nhân dân Đồng Tâm".
- 25/4/2019: Thanh tra Chính phủ khẳng định nội dung kết luận thanh tra đất đai tại xã Đồng Tâm (huyện Mỹ Đức) của Thanh tra Hà Nội là chính xác, khiến khơi lại tranh chấp vốn đã nóng bỏng giữa chính quyền với người dân nơi đây.
- 25/11/2019: Thanh tra Chính phủ tổ chức hội nghị đối thoại với công dân xã Đồng Tâm và các xã tiếp giáp với sân bay Miếu Môn, tuyên bố đã xử lý gần 30 cán bộ có hành vi vi phạm. 14 hộ dân có đất trong khu vực sân bay đồng ý nhận hỗ trợ, đến bù và tiến hành di dời.[73]